# Marcel Grossmann

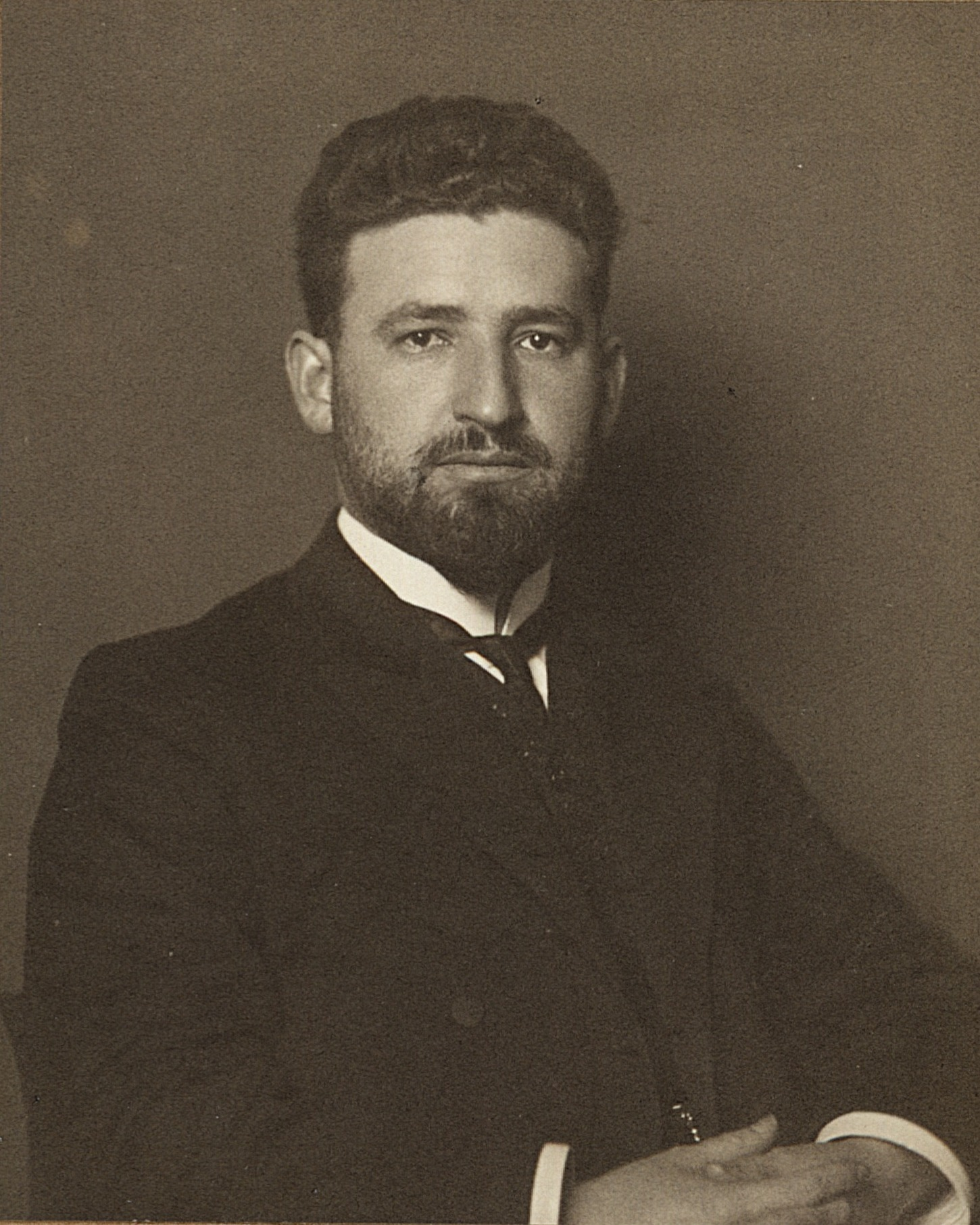
Marcel Grossmann

Marcel Grossmann (* 9. April 1878 in Budapest, Österreich-Ungarn; † 7. September 1936 in Zürich) war ein Schweizer Mathematiker und Professor an der ETH Zürich. Bekannt ist er vor allem für seine Beteiligung an der Entwicklung von Albert Einsteins Allgemeiner Relativitätstheorie.

## Leben
Er besuchte die Grundschulen in Basel, studierte dann Mathematik in Zürich und wurde Assistent bei Otto Wilhelm Fiedler. 1902 wurde er bei Fiedler an der Universität Zürich mit einer Arbeit Über die metrischen Eigenschaften kollinearer Gebilde promoviert. Von 1901 bis 1905 war er Lehrer in Frauenfeld und später in Basel. Im Jahr 1907 wurde er Professor für Darstellende Geometrie und Geometrie der Lage an der ETH. Grossmann war 1910 Mitbegründer der Schweizerischen Mathematischen Gesellschaft, deren Präsident er in den Jahren 1916/1917 war. 1927 musste Grossmann seine Professur auf Grund einer Erkrankung an multipler Sklerose aufgeben, an dieser verstarb er 1936 in Zürich.

## Werk
Der Physiker Albert Einstein war ein Studienkollege und enger Freund Grossmanns. In Einsteins Dissertation von April 1905 findet sich eine Widmung für Marcel Grossmann. Einstein wandte sich immer wieder mit mathematischen Fragestellungen an ihn, und die beiden veröffentlichten auch einige Arbeiten zusammen, so z. B. 1913 den Entwurf einer verallgemeinerten Relativitätstheorie und einer Theorie der Gravitation, zu dem Einstein den physikalischen Teil und Grossmann den mathematischen Teil beisteuerte.

## Ehrungen
Seit 1975 treffen sich alle drei Jahre Physiker und Astronomen auf dem so genannten Marcel Grossmann Meeting, auf dem aktuelle Entwicklungen und Fortschritte in der theoretischen und experimentellen Allgemeinen Relativitätstheorie, der Gravitation und den relativistischen Feldtheorien vorgestellt und diskutiert werden.